# Бен Чуг, Феди
Феди Бен Чуг (араб. فادي بن شوڤ‎; фр. Fedi Ben Choug; род. 12 марта 1995, Париж) — тунисско-французский футболист, полузащитник клуба «Этуаль дю Сахель».

## Карьера
Футбольную карьеру начал в 2014 году в составе клуба «Париж Б». 1 февраля 2015 года перешёл в французский клуб «ФКМ Обервилье». 11 апреля 2015 года в матче против клуба «Сарр-Юнион» дебютировал за новый клуб.
30 июля 2015 года стал игроком тунисского клуба «Сфаксьен». 31 декабря 2015 года на правах аренды перешёл в «Стад Тунизьен». 3 января 2016 года в матче против клуба «Унион Бен-Гардан» дебютировал в чемпионате Туниса.
23 августа 2022 года подписал контракт с марокканским клубом «Хассания». 1 сентября 2022 года в матче против клуба «Ренессанс Беркан» дебютировал в чемпионате Марокко.

## Достижения
«Эсперанс» Тунис
- Финалист Суперкубка КАФ: 2019
- Чемпион Туниса (2): 2019/20, 2020/21
- Обладатель Суперкубка Туниса: 2021
- Финалист Кубка Туниса: 2019/20

## Клубная статистика
| Игровая карьера | Игровая карьера  | Игровая карьера | Лига | Лига | Кубок | Кубок | Межд. | Межд. | СК | СК |
| --------------- | ---------------- | --------------- | ---- | ---- | ----- | ----- | ----- | ----- | -- | -- |
| 2016/17         | Бизертен         | А               | 10   | 1    | —     | —     | —     | —     | —  | —  |
| 2017/18         | Бизертен         | А               | 17   | 0    | —     | —     | —     | —     | —  | —  |
| 2018/19         | Бизертен         | А               | 19   | 0    | —     | —     | —     | —     | —  | —  |
| 2019/20         | Эсперанс (Тунис) | А               | 14   | 4    | —     | —     | 5     | 2     | —  | —  |
| 2020/21         | Эсперанс (Тунис) | А               | 13   | 1    | —     | —     | 1     | 0     | —  | —  |
| 2021/22         | Эсперанс (Тунис) | А               | 4    | 0    | —     | —     | —     | —     | 1  | 0  |
| 2022/23         | Хассания         | А               | 29   | 4    | —     | —     | —     | —     | —  | —  |
| 2023/24         | Хассания         | А               | 7    | 1    | —     | —     | —     | —     | —  | —  |